# Князівство Старгард

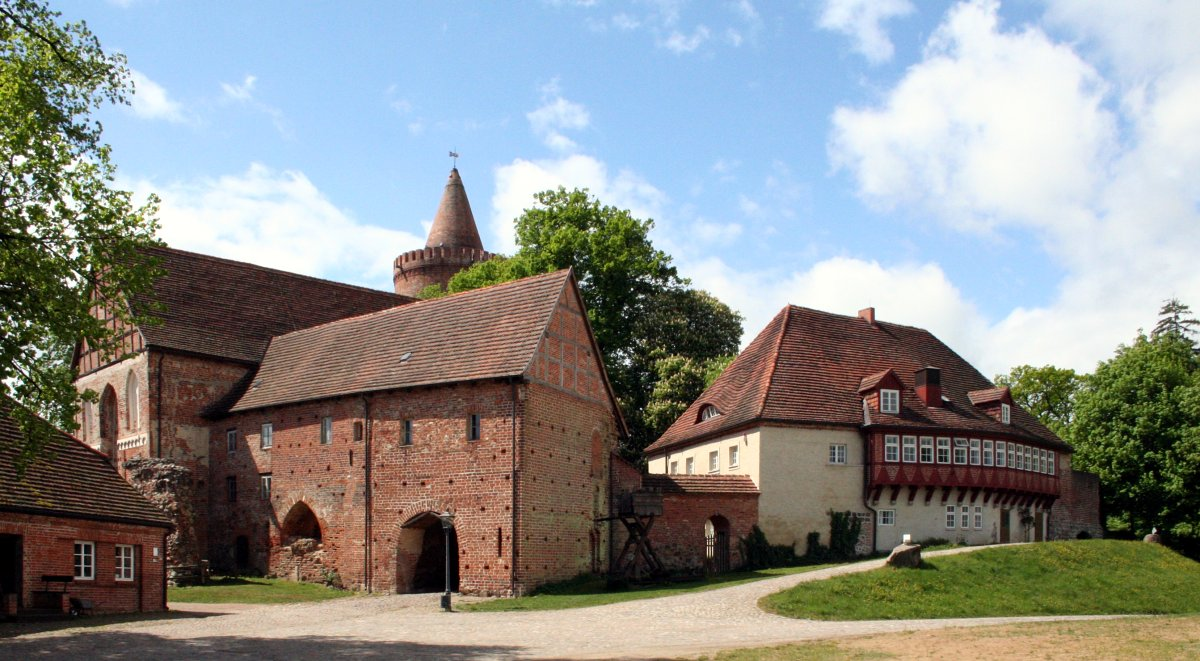
Однойменний замок Старгард, колишній адміністративний центр.

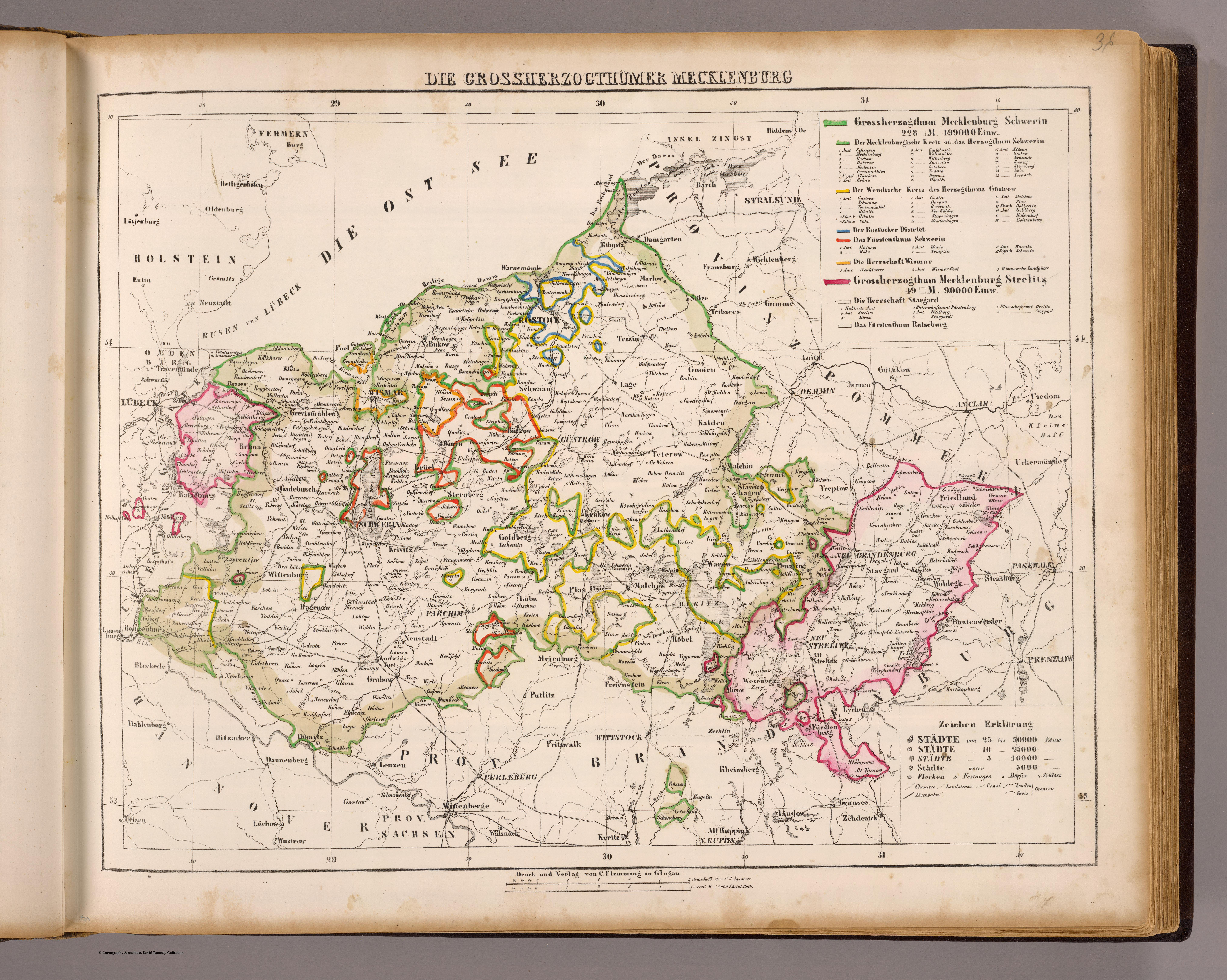
Великі герцогства Мекленбург у 1855 році, володіння Старгард у нижньому правому куті як більша з двох областей, облямованих фіолетовою рамкою, див. легенду на карті.

Володарство Старгард, розмовно відоме як Земля Старгардер або Земля Старгард, було володінням XIII століття. Домініон на прикордонній території між Бранденбургом, Померанією та Мекленбургом був вперше задокументований у XIII столітті як terra Stargardiensis. Як ландшафтна назва це позначення використовувалося в адміністрації незабаром після закінчення Другої світової війни.

## Історія
«Князівство Старгард» входить у традицію як імовірно слов'янський замковий район (земля) навколо (замку) Старгард. Ймовірно, воно належало до володінь герцогів Помор'я від часу завоювання близько 1130 до 1236 року. У Кременецькому договорі від 20 червня 1236 року герцог Вартислав III, який проживав у Демміні, повинен був поступитися землями (terrae) Штаргард, Бесериц і Вустров спільно правлячим бранденбурзьким маркграфам Йоганну I і Оттону III з дому Асканіїв. Однак незабаром термін «Старгардське володіння» набув ширшого значення і став використовуватися для позначення території цих трьох земель.
Наприкінці XIII століття Старгард перейшов від асканійців до мекленбурзьких володінь. Дату, обставини та перебіг зміни власників неможливо визначити з абсолютною впевненістю з джерел. Зміна власника почалася 12 серпня 1292 року з одруженням Беатрікс, дочки бранденбурзького маркграфа Альбрехта III, з мекленбурзьким князем Генріхом II (Левом).
У літературі існує безліч спроб пояснити цей сценарій. Земля Старгарда потрапила до рук Мекленбурга…
- 1292 р. (на княжому весіллі) або пізніше як посаг доньки маркграфа, або
- 1292 або пізніше як посаг, наданий батьком нареченої на користь його доньки на випадок смерті, або
- між 1292 і 1300 роками шляхом купівлі-продажу (або фіктивної покупки) між Генріхом II та його тестя, згідно з якими придане Беатрікс було зараховано до вартості покупки, або
- 1292 р. чи пізніше як заставне майно, або
- 1304 як феод маркграфа Германа Бранденбурзького.

Єдине, що є беззаперечним і піддається перевірці, це те, що зміна власника була наслідком княжого шлюбу 1292 року, що мекленбуржець отримав землю Старгард від свого тестя лише після смерті його синів (близько 1298/1299 року) і що ця вотчина стала юридично обов'язковою лише після смерті Альбрехта III (1300 рік) за Вітманнсдорфським договором від 15 січня 1304 року.
Тим не менш, володіння територією Старгард спочатку залишалося невизначеним для Мекленбургців і було тісно пов'язане з особою доньки маркграфа. Це стало очевидним у 1314 році, коли Беатрікс померла, не залишившись нащадків чоловічої статі, а бранденбурзьці вимагали і намагалися змусити повернути правило. Цей конфлікт переріс у Маркграфську війну, одну з найбільших усобиць, які коли-небудь бачила північна Німеччина. Коли мекленбуржці виграли битву при Гранзе в 1316 році, бранденбуржцям нарешті довелося визнати поразку. У результаті після Темплінського миру 1317 року домініон Старгард став остаточно і назавжди частиною загальних володінь династії Мекленбургів. Кельпін був обраний центром володіння як державного уряду, шанування та зразкового місця.
Після саксонської феодальної залежності 16 жовтня 1347 року римсько-німецький король, а згодом імператор Карл IV підніс володіння до рівня імперської території і передав його мекленбурзьким князям як імперську вотчину. З 1352 по 1471 рік була сформована побічна лінія Мекленбург-Старгардів в династії володарів Мекленбурга, пізніше герцогів Мекленбурга.
У 1701 році він був складовою частиною і найбільшою територіальною частиною (часткового) герцогства Мекленбург-Стреліц, а до 1918 року — одним із трьох лицарських округів Мекленбурзької землі в цілому.
Володіння Старгард займає власне гербове поле на гербі Мекленбурга (геральдичний) внизу праворуч: срібна жіноча рука з перснем на червоному тлі.

## Від володіння до округу Старгард
У 1920 році адміністративний наказ також запровадив нові політичні структури для старого володіння Старгард. На півночі залишився офіс Старгард із місцем розташування в Нойбранденбурзі, тоді як на півдні кілька офісів було об'єднано, щоб створити новий офіс Стреліц із місцем розташування в Нойштреліці. Обидва відділи, пізніше неправильно названі округами, проіснували до 1934 року.
10 січня 1934 року ці офіси Штаргарда та Штреліца були об'єднані в район Стреліц із місцем розташування в Нойштреліці, який пізніше було перейменовано на район Старгард. Відповідно до Німецького муніципального кодексу 1935 року міста Нойштреліц і Нойбранденбург були виключені зі складу округу. Відтоді Нойштреліц утворив міський округ, а Нойбранденбург отримав особливий статус незалежного міста.
У 1946 році район Старгард був розділений на новостворені райони Нойштреліц і Нойбранденбург в районі Нойбранденбург, який був створений у 1952 році після розпаду землі Мекленбург, причому міста Нойштреліц і Нойбранденбург знову стали частиною округу.

## Потойбіччя
Ця територіальна структура 1946 року з незначними корективами в 1950 році проіснувала до адміністративної реформи 1952 року, коли територію було розділено на новоутворені округи Нойбранденбург, Нойштреліц і Страсбург.
У 1994 році був новоутворений район Мекленбург-Штреліц, який включає територію колишнього району Штаргард у межах 1946 року, за винятком нині незалежного міста Нойбранденбург і теперішнього Бранденбурга Фюрстенбергер Вердер. Після реформи округу Мекленбург-Передня Померанія в 2011 році цей район було включено до складу нового району Мекленбургіше-Зеенплатте.